# Gran Horda

Gran Horda en 1389.

La Horda Grande o Gran Horda (Uluğ Orda, en mongol) fue un estado títere de la Horda Dorada que existió entre mediados del siglo XV y 1502. Se ubicaba en el corazón de la Horda Dorada en Sarai. Tanto el Kanato de Astracán como el Kanato de Crimea se escindieron de la Gran Horda durante su existencia, y estos estados fueron hostiles a la Gran Horda. La derrota de las fuerzas de la Horda en el río Ugrá por Ivan III marcó el fin del "yugo tártaro" sobre Moscovia.

## El declive de la Horda de Oro
La Horda de Oro de Jochi había comenzado a mostrar debilidad en el siglo XIV, con períodos de caos político. Fue unida por Toqtamysh en la década de 1390, pero la invasión de Timur en esta época debilita aún más a la Horda. La muerte de Edigu (el último gobernante que unificó la Horda) en 1419 marcó uno de los últimos eslabones en la decadencia de la Horda de Oro, que se fracturó en los Kanatos de Nogai, Kazán y más tarde el de Kasímov, que se había separado de Kazán. Cada uno de estos Kanatos afirmaba ser el legítimo sucesor de la Horda de Oro. La propia Gran Horda tenía su capital en el centro histórico de la Horda de Oro de Sarai, con su territorio gobernado por las cuatro tribus de Qiyat, Manghud, Sicivud y Qonqirat. En un principio, se mencionaba la Gran Horda simplemente como la Orda, u Horda, pero se hizo cada vez más importante para las diversas Hordas de la región el distinguirse del resto, por lo que, a partir de los 1430, aparece el nombre de "Gran Horda" en las fuentes. El nombre de "Gran Horda" podría haberse utilizado para vincular directamente el ahora pequeño centro administrativo, de la Horda con la grandeza original de la Horda de Oro.: 13–14 

### Gobierno conjunto de Küchük Muhammad y Sayid Ahmad I
A partir de la década de 1430, tanto Küchük Muhammad y Sayid Ahmad I dominaban en la Horda de Sarai. Durante esta época, la Horda perdió el control de Crimea cuando Hacı I Giray (hermano de Devlet Berdi) había rechazado la autoridad de Sarai en agosto de 1449. Esta fue la forma en que se produce la independencia del Kanato de Crimea, lo que provoca la rivalidad entre Crimea y la Gran Horda.: 15–16  Küchük Muhammad expulsó a Ulugh Muhammad del corazón de la Horda de Oro en 1438, siendo proclamado Kan en Sarai.: 300  A lo largo de los gobiernos de Küchük Muhammad y Sayid Ahmad I, los tártaros trataron de obligar a sus súbditos rusos a pagar impuestos, invadiéndolos en 1449, 1450, 1451 y 1452. Estos ataques provocaron represalias por parte de la República de las Dos Naciones, que se alió con el Kanato de Crimea. Al mismo tiempo, enviados de nobles lituanos, descontentos con el gobierno de la Mancomunidad, enviaron regalos a Sayid Ahmad, que invadió Polonia-Lituania en 1453. En 1455, los crimeos atacaron nuevamente Sarai, obligando a Sayid Ahmad a huir a Kiev. Sin embargo, una fuerza liderada por Andrzej Odrowąż marchó sobre Kiev y lo capturó, falleciendo en prisión. Otras incursiones incluyen un ataque tártaro a Podolia en 1457 (terminando con victoria para los tártaros) y otro en 1459 a Moscovia (con victoria para los moscovitas): 303–5 

## Descendientes de Küchük Muhammad
Küchük Muhammad fue sucedido por su hijo Mahmud bin Küchük en 1459. Mahmud fue destronado por su hermano Ajmed Kan bin Küchük en 1465. Mahmud se dirigió a Astracán, separando y formando el Kanato de Astracán. Esto provocó la rivalidad entre los dos Kanatos, que concluyó con la ocupación del trono de Astracán en 1502 por los descendientes de Ajmed.: 16  En 1469, Ajmed atacó y mató al uzbeko Abu'l-Khayr Khan. En verano de 1470, Ajmed organizó un ataque contra Moldavia, el Reino de Polonia, y Lituania. El 20 de agosto, las fuerzas moldavas bajo Esteban el Grande derrotaron a los tártaros en la batalla de Lipnic. En la década de 1470, Moscovia había dejado de pagar tributo a Sarai, pero continuó manteniendo relaciones diplomáticas con ellos.: 70  En 1474 y 1476, Ajmed insistió en que Iván III de Rusia reconociera al kan como su señor supremo. En 1480, Ajmed organizó una campaña militar contra Moscovia, lo que llevó a un gran enfrentamiento en el río Ugrá. Ajmed juzgó las condiciones desfavorables y se retiró. Este incidente terminó formalmente con el "yugo tártaro " sobre las tierras de la Rus. El 6 de enero de 1481, Ajmed fue asesinado por Ibak Khan príncipe del Kanato de Siberia, y los Nogayos en la desembocadura del Donéts.
El Kanato de Crimea que se había convertido en vasallo del Imperio Otomano en 1475, sometió los restos de la Gran Horda, saqueando Sarai en 1502. Después de buscar refugio en Lituania, Sheij Ajmed, último Kan de la Horda, murió en prisión en Kaunas algún tiempo después de 1504. Según otras fuentes, fue liberado de la prisión lituana en 1527.[10]

## Kanes de la Gran Horda
1. (1459—1465) Mahmud bin Küchük
2. (1465—1481) Ajmed Kan bin Küchük
3. (1481—1502) Sheij Ajmed

## Otros usos
El Kanato de Crimea considerado su estado como el heredero y sucesor legal de la Horda de Oro y los Desht-i Kipchak, se llamaban a sí mismos kanes de "la Gran Horda, el Gran Estado y el Trono de Crimea".